# Замок Гайнфельс (Австрія)
Замок Гайнфельс (нім. Burg Heinfels) — велика фортеця, розташована у землі Тіроль біля міста Гайнфельс.

## Історія
Замок контролював долину Ґайльталь південнотірольського регіону Пустерталь. За легендою його заклали у V ст. гуни, через що до XVII ст. його звали „Huonenfels“, „Huenfels“. Сьогоднішні дослідження відносять закладення замку аварам і приналежність з VII ст. герцогам Баварії.

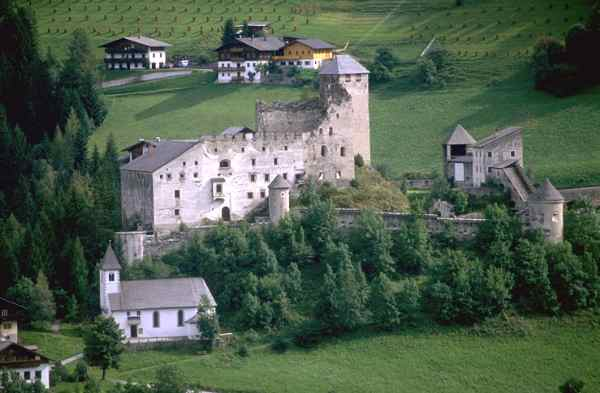
Замок Гайнфельс

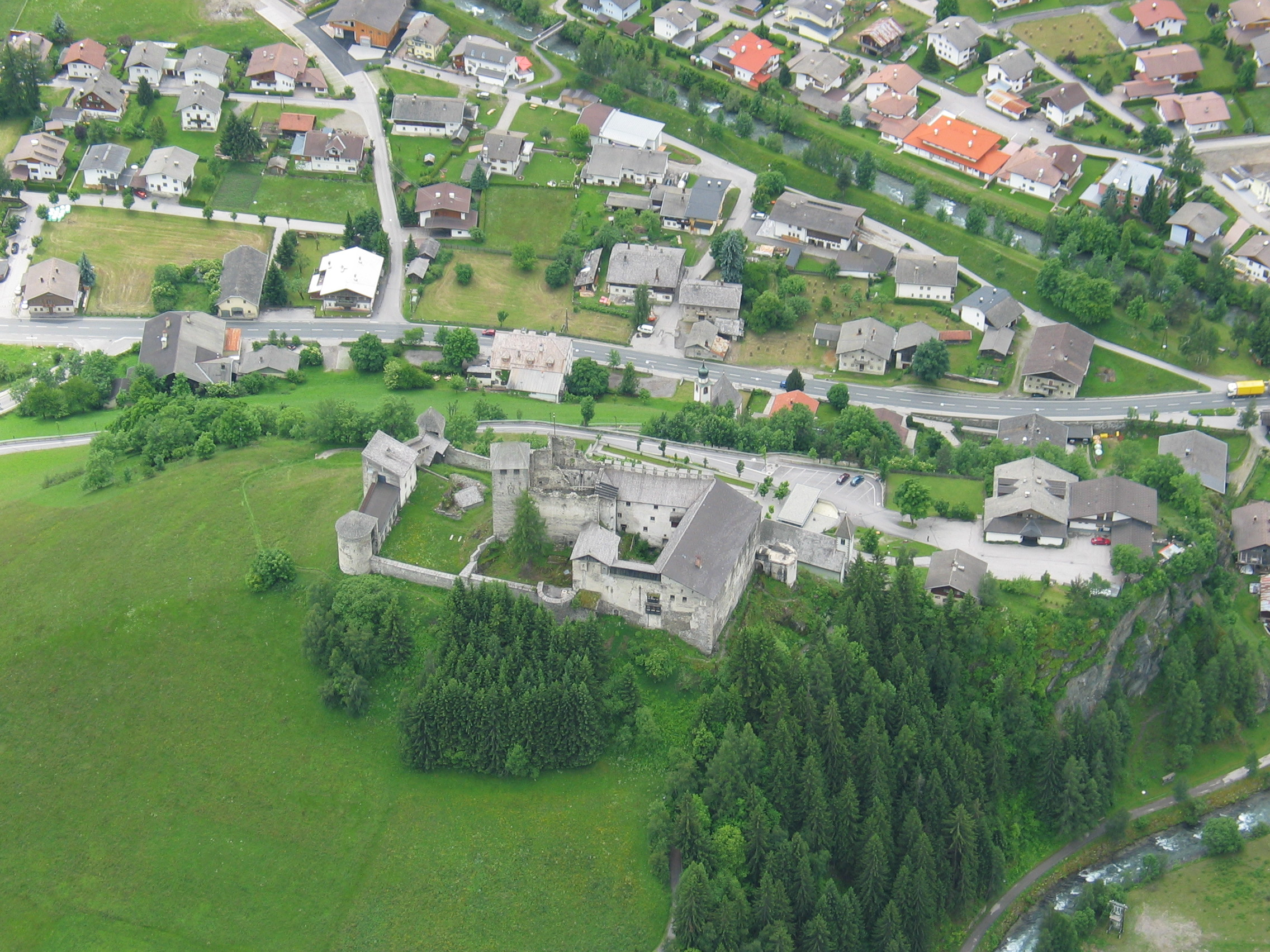
Замок Гайнфельс з повітря

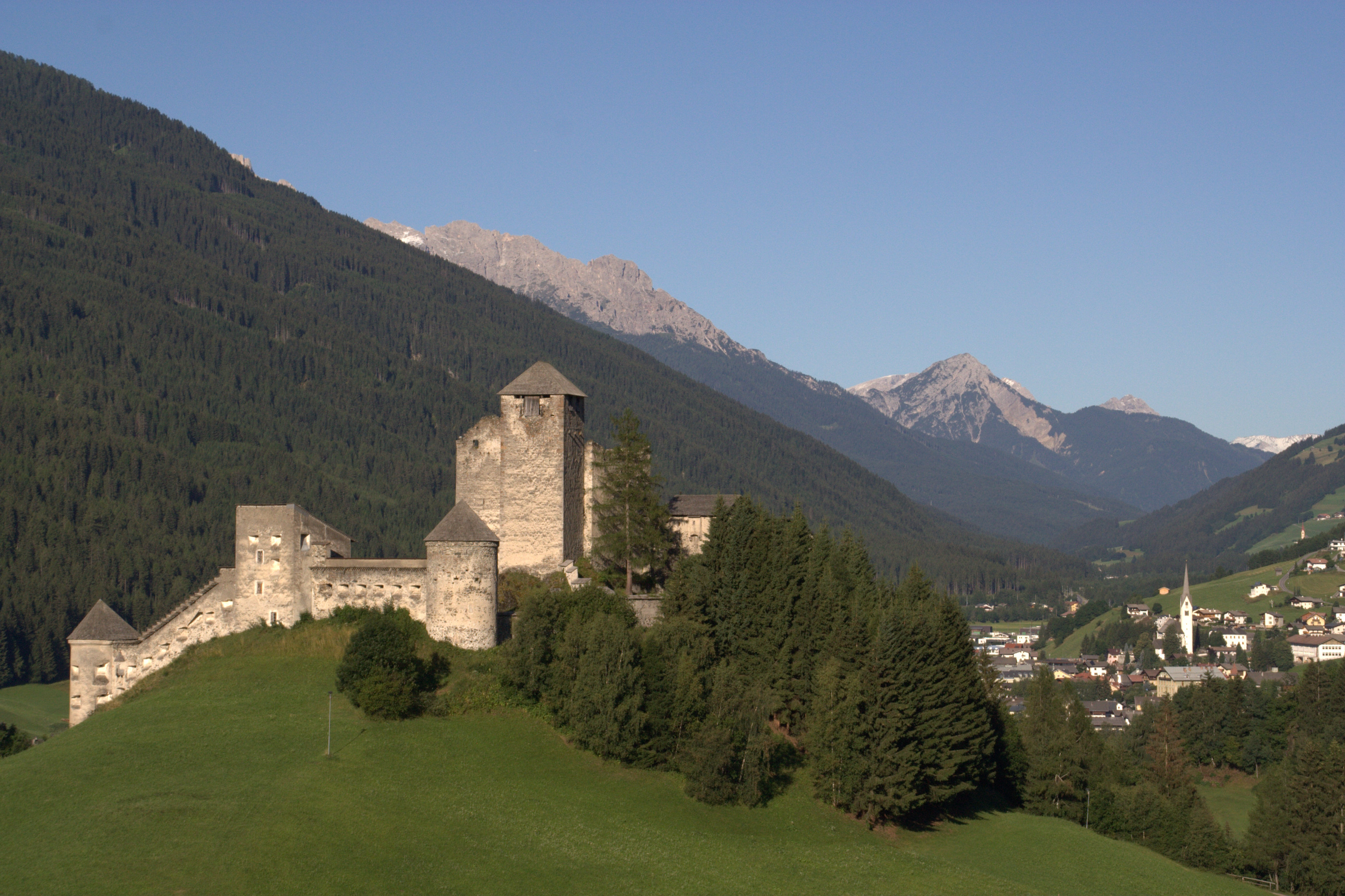
Замок Гайнфельс

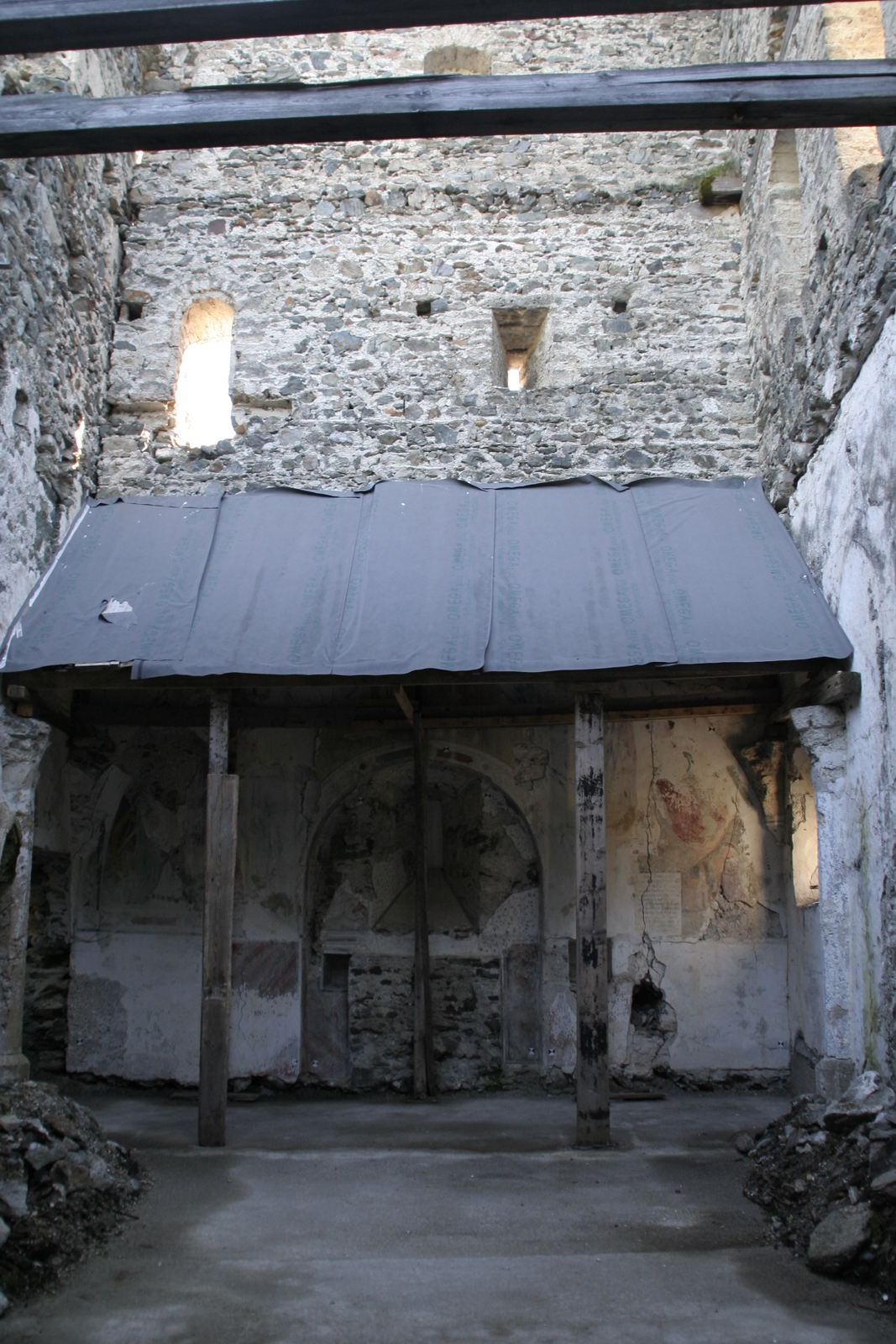
Замкова капела. 1331

1239 він належав міністеріалу Отто Вельфу, а з 1243 походить перша згадка замку, що вже належав мінестеріалам з Фрайзінга. У ХІІІ ст. на 20 м скелі розпочали спорудження кам'яних фортифікацій, палацу, південної житлової вежі графи Горицької династії. Після смерті останнього графа Леонарда замок перейшов 12 квітня 1500 до імператора Максиміліана I, який через рік передав його як сплату боргу єпископу Брессаноне. Той зумів заволодіти замком лише 1508 р. до 1525 замок модернізували, що дозволило витримати у липні 1526 штурм 2000 повсталих селян Міхаеля Гайсмара (нім. Michael Gaismair). Ерцгерцог Фердинанд II ненадовго взяв замок під свій контроль (1570-1581), після чого єпископ 1593 посилив фортифікації замку. Замок 15 січня 1613 знищила пожежа, після чого його викупив 1629 ерцгерцог Леопольд V Австрійський, віддавши відразу в оренду. Замок пошкодив 1714 землетрус, 1783 він повернувся у власність держави і був проданий через 50 років громаді міста Зілліан. У 1880-1910 був казармою полку Кайзерівських тірольських Стрільців, через що стан будівель погіршився. Зимою 1917 під вагою снігу завалився дах романської житлової вежі, а 1932 її західна стіна. Замок знову викупила 1936 громада міста Зілліан і перепродала підприємцеві Алоїзу Шталльбаумеру. Він шукав кошти для підтримання замку, заповівши його 1974 колегіуму єзуїтів з Інсбруку, які відступили свої права віденцю (1977), чия донька продала його Loacker AG. Замок ремонтували 1999 р. Реконструкція мурів потребує 7.000.000 євро і допомогти Loacker AG обіцяють Федеральний уряд захисту пам'яток, ЄС. У вересні 2012 частину замку відкрили для відвідування.